# Síndrome do flácido rígido
Síndrome do flácido rígido (SFR), também conhecida como flácido rígido (FR), é uma condição rara adquirida de disautonomia caracterizada por um pênis flácido que permanece em estado firme e semi-rígido na ausência de excitação sexual. Pacientes frequentemente descrevem o pênis flácido como firme ao toque, com aspecto emborrachado, encolhido e retraído, acompanhado de dor, desconforto e diversos outros sintomas. Embora a causa exata não seja totalmente compreendida, pesquisas indicam que a SFR resulta de atividade excessiva do sistema nervoso simpático no tecido de músculo liso do pênis, desencadeada por ativação patológica de um reflexo pélvico/pudendo-hipogástrico proposto. Entre outras origens, lesões no pênis ereto, trauma contuso na pelve ou no períneo e dano à cauda equina podem induzir esse reflexo. Embora não comprovado, é possível que o brotamento de axônios em gânglios simpáticos após lesão de nervo periférico seja a verdadeira explicação para a SFR. A maioria dos pacientes está na faixa dos 20 a 30 anos, com sintomas que prejudicam significativamente a qualidade de vida. O tratamento costuma combinar bloqueadores alfa e inibidores de PDE5, embora haja evidência limitada de sua eficácia. Pela falta de compreensão e divulgação na comunidade médica, não existe tratamento definitivo para a SFR.

## Sinais e sintomas
O sintoma definidor da síndrome do flácido rígido é um pênis que permanece firme e semi-rígido sem excitação sexual. O pênis flácido aparece retraído e encolhido; à palpação, mostra-se rígido e não compressível. Isso geralmente piora em posição de pé. A pele do corpo do pênis pode apresentar dobras ou pregas semelhantes a ruga gástrica ou ruga vaginal.

### Outros sinais e sintomas
Além do “flácido rígido”, pacientes podem ter disfunção erétil (dificuldade para obter ou manter ereção; ereções dolorosas ou tensas; pênis não se enche completamente; ausência de ereção matinal; ausência de tumescência peniana noturna; ausência de ereções espontâneas; ereções noturnas dolorosas), alterações sensoriais (sensação persistente de frio no glande, no corpo ou em todo o pênis; parestesia; disestesia; perda total ou parcial da sensação erógena; perda total ou parcial da sensação tátil, incluindo percepção de temperatura, pressão, vibração ou textura; sensação de “vazio” ou “desconexão”), modificações físicas ou estruturais (formato de ampulheta; gargalo; veias dilatadas ou telangiectasia; descoloração da pele; glande pouco tônus; “flácido longo”, em que o pênis flácido está mais estendido que o normal e se apresenta firme ou como balão; inclinação ou rotação do pênis em estado flácido ou ereto), dor (no pênis ou períneo, inclusive após ejaculação), retração testicular, questões urinárias (incontinência urinária; urgência miccional; jato duplo; ardência ao urinar), disfunção do assoalho pélvico e constipação intestinal.

## Causa
Embora não totalmente entendida, a SFR é atribuída ao aumento de atividade do sistema nervoso simpático no pênis após lesão de nervo periférico. Isso leva à liberação excessiva de norepinefrina no músculo liso erétil, resultando em contração persistente e firmeza característica do estado flácido rígido. A resolução temporária desse estado por injeções intracavernosas de fentolamina, um antagonista α-adrenérgico, apoia essa hipótese. A SFR assemelha-se à síndrome da dor regional complexa (SDRC), pois ambas podem surgir de lesão isolada que provoca alteração patológica na atividade nervosa, amplificando sinais de dor além do trauma inicial.

### Teoria de Goldstein
Em maio de 2023, o Dr. Irwin Goldstein, da San Diego Sexual Medicine, publicou na AUA News a hipótese de que a SFR decorre de atividade simpática excessiva no nervo hipogástrico, desencadeada por reflexo pélvico/pudendo-hipogástrico patológico. Os autores apontaram cinco possíveis sítios anatômicos de ativação desse reflexo:
- Patologia da Região Um: órgão terminal (pênis)
- Patologia da Região Dois: pelve ou períneo
- Patologia da Região Três: cauda equina
- Patologia da Região Quatro: medula espinhal
- Patologia da Região Cinco: cérebro

Em entrevista de junho de 2024 ao UroChannel, Dr. Goldstein afirmou que a maioria dos casos deve-se a lesões penianas, a “Patologia da Região Um”.

#### Patologia da Região Um
Refere-se ao órgão terminal, o pênis. Traumas ou lesões no pênis ereto são considerados gatilho mais frequente.
Potenciais gatilhos:
Masturbação vigorosa ou prolongada, como edging ou gooning
Relação sexual vigorosa ou prolongada
Técnicas de aumento peniano, como jelqing, uso de bombas de vácuo e dispositivos de tração

#### Patologia da Região Dois
Envolve pelve ou períneo, geralmente por neuropatia do nervo pudendo.
Potenciais gatilhos:
- Trauma contuso na pelve ou períneo, por equitação ou ciclismo

#### Patologia da Região Três
Envolve a cauda equina, conjunto de nervos na extremidade inferior da medula. Protusões discais, cistos de Tarlov e rupturas anulares podem comprimir ou irritar essa região, levando à SFR. Pacientes dessa categoria respondem menos a tratamentos, mas alguns melhoram após cirurgia espinhal.
Potenciais gatilhos:
Radiculopatia lombossacral

#### Patologia da Região Quatro
Refere‐se à medula espinhal.

#### Patologia da Região Cinco
Refere‐se ao cérebro.

### Brotamento de axônios simpáticos
Na entrevista de junho de 2024 ao UroChannel, Dr. Goldstein mencionou estudo em ratas que mostrou brotamento simpático de axônios em gânglios da raiz dorsal após lesão do nervo ciático. Se aplicado à SFR, dano aos nervos pélvico ou pudendo poderia gerar brotamento em gânglios simpáticos, perpetuando o problema.

## Diagnóstico
Não há protocolo clínico formal para diagnosticar a SFR. Devido ao desconhecimento médico, a maioria dos pacientes autodiagnostica‐se.

## Tratamento
Não existe tratamento definitivo. Métodos atuais frequentemente não aliviam os sintomas. A complexidade e falta de compreensão tornam a SFR de difícil manejo. Há necessidade de mais pesquisas para melhores desfechos.